# Olympische Sommerspiele 2000/Teilnehmer (Uganda)
| Gelbes Symbol für Goldmedaillen mit stilisierten Olympischen Ringen | Graues Symbol für Silbermedaillen mit stilisierten Olympischen Ringen | Braundes Symbol für Bronzemedaillen mit stilisierten Olympischen Ringen |
| ------------------------------------------------------------------- | --------------------------------------------------------------------- | ----------------------------------------------------------------------- |
| —                                                                   | —                                                                     | —                                                                       |

Uganda nahm an den Olympischen Sommerspielen 2000 in der australischen Metropole Sydney mit 13 Athleten, vier Frauen und neun Männer, in fünf Sportarten teil.
Seit 1956 war es die elfte Teilnahme des afrikanischen Staates an Olympischen Sommerspielen.

## Flaggenträger
Der Boxer Sande Muhamed Kizito trug die Flagge Ugandas während der Eröffnungsfeier im Stadium Australia.

## Teilnehmer nach Sportarten

### Bogenschießen
- Margaret Tumusiime
Frauen, Einzel: 64. Platz

### Boxen
- Sande Muhamed Kizito
Halbfliegengewicht: 17. Platz

- Jackson Asiku
Fliegengewicht: 17. Platz

- Abdul Tebazalwa
Bantamgewicht: 17. Platz

- Kassim Napa Adam
Federgewicht: 17. Platz

### Leichtathletik
- Davis Kamoga
400 Meter: Viertelfinale

- Paskar Owor
800 Meter: Vorläufe

- Julius Achon
1500 Meter: Halbfinale

- Alex Malinga
Marathon: 57. Platz

- Grace Birungi
Frauen, 800 Meter: Vorläufe

### Schwimmen
- Joe Atuhaire
100 Meter Brust: 65. Platz

- Supra Singhal
Frauen, 100 Meter Freistil: 52. Platz

### Tischtennis
- Mary Musoke
Frauen, Einzel: 49. Platz